# 荔景 (選區)
荔景（英語：Lai King，代號S19）是香港葵青區議會下轄的選區，1991年設立，1994年採用現名，2023年取消，末任區議員為葵青傳承成員王天仁。

## 範圍
選區包括荔景邨、悅麗苑、賢麗苑，而葵涌貨櫃碼頭及昂船洲北部亦屬本區範圍，與青衣島隔海相望。不過值得留意的是，本選區並非葵青區最南的選區，因爲出於早年劃界未有計及填海工程，一個位於本區範圍以南，昂船洲昂運路及志昂路之間的貨物裝卸區，是屬於對岸青衣南選區的飛地。
與其相連的選區有祖堯、興芳、葵盛西邨、青衣南，並且與深水埗區連接，投票站設於荔景社區會堂。

## 沿革
荔景選區於1982年區議會選舉屬荃灣區議會葵涌南選區，而1985年區議會選舉至1988年區議會選舉則劃入葵青區議會葵涌南選區。
1991年區議會選舉本區劃為荔祖區選區，更包括祖堯邨一帶，1988年在葵涌南當選的周奕希在無其他候選人下連任成功。1994年區議會選舉則以荔景邨劃為荔景選區，祖堯邨則獨立另成祖堯選區。
1999年區議會選舉、2003年區議會選舉連續兩屆周奕希均在無其他候選人下自動當選，更在2000年至2007年間擔任區議會主席。2007年區議會選舉以近九成得票擊敗對手連任，但基於親中派連同鄉事派人數較多，2008年周未能連任區議會主席。
2011年區議會選舉，人口估算約14,638人，其中有9,093位選民，議席由民主黨成員周奕希自動當選，也是該屆選舉中，全港僅有兩位自動當選的民主派候選人之一（另一位是觀塘區議會安利選區的蔡澤鴻）。2015年2月初周奕希正式退出民主黨，同年加入屬於中間派的新思維。
2015年區議會選舉，當時人口約14,095人，其中有8,131位選民。周奕希再度自動當選，也是香港選舉史上，自動當選次數最多的民主派人士，也是2015年成立的政黨新思維之中，唯一一名區議員。而選後周在建制派支持下成為葵青區議會副主席，其後周奕希成為新界社團聯會顧問，由於建制派佔據全港區議會，被視為正式加入建制派。
2019年區議會選舉，獨立民主派人士、藝術家兼荔景邨居民王天仁擊敗周奕希，而此次選舉亦正式結束周奕希長達32年的區議員生涯，而周奕希的小舅陳笑文亦在同屆選舉於青衣邨選區角逐連任失敗。2021年7月，因應政府計劃追討協助民主派初選區議員的酬金津貼傳聞所帶動的區議員辭職潮中，王天仁辭去區議員職務。

## 軼聞
而周奕希自1988年起已經在本區連任七屆（含葵涌南及荔祖選區），其中1991年區議會選舉、1999年區議會選舉、2003年區議會選舉、2011年區議會選舉及2015年區議會選舉五屆均在無對手下自動當選。

## 歷屆議員
| 選區名稱 | 屆別                 | 議員   | 政治聯繫        | 政治聯繫     | 議員                              | 政治聯繫                          | 政治聯繫                          |                                   |
| -------- | -------------------- | ------ | --------------- | ------------ | --------------------------------- | --------------------------------- | --------------------------------- | --------------------------------- |
| 葵涌南   | 1982年－1985年       | 周森   |                 | 革新會       | 定為單議席選區                    | 定為單議席選區                    | 定為單議席選區                    |                                   |
| 葵涌南   | 1985年－1988年       | 周森   | 黃耀聰          | 革新會       |                                   | 公屋評議會                        |                                   |                                   |
| 葵涌南   | 1988年－1991年       | 周奕希 | 黃耀聰          |              | 民協                              |                                   | 民協                              |                                   |
| 荔祖     | 1991年－1994年       | 周奕希 |                 | 港 港同盟    | 由葵涌南選區分拆                  | 由葵涌南選區分拆                  | 由葵涌南選區分拆                  | 由葵涌南選區分拆                  |
| 荔景     | 1994年－1999年       | 周奕希 |                 | 民主黨       | 分拆出祖堯選區後， 定為單議席選區 | 分拆出祖堯選區後， 定為單議席選區 | 分拆出祖堯選區後， 定為單議席選區 | 分拆出祖堯選區後， 定為單議席選區 |
| 荔景     | 2000年－2003年       | 周奕希 |                 | 民主黨       | 分拆出祖堯選區後， 定為單議席選區 | 分拆出祖堯選區後， 定為單議席選區 | 分拆出祖堯選區後， 定為單議席選區 | 分拆出祖堯選區後， 定為單議席選區 |
| 荔景     | 2004年－2007年       | 周奕希 |                 | 民主黨       | 分拆出祖堯選區後， 定為單議席選區 | 分拆出祖堯選區後， 定為單議席選區 | 分拆出祖堯選區後， 定為單議席選區 | 分拆出祖堯選區後， 定為單議席選區 |
| 荔景     | 2008年－2011年       | 周奕希 |                 | 民主黨       | 分拆出祖堯選區後， 定為單議席選區 | 分拆出祖堯選區後， 定為單議席選區 | 分拆出祖堯選區後， 定為單議席選區 | 分拆出祖堯選區後， 定為單議席選區 |
| 荔景     | 2012年－2015年       | 周奕希 | 民主黨 → 新思維 |              | 分拆出祖堯選區後， 定為單議席選區 | 分拆出祖堯選區後， 定為單議席選區 | 分拆出祖堯選區後， 定為單議席選區 | 分拆出祖堯選區後， 定為單議席選區 |
| 荔景     | 2016年－2019年       | 周奕希 |                 | 新界社團聯會 | 分拆出祖堯選區後， 定為單議席選區 | 分拆出祖堯選區後， 定為單議席選區 | 分拆出祖堯選區後， 定為單議席選區 | 分拆出祖堯選區後， 定為單議席選區 |
| 荔景     | 2020年－2021年7月8日 | 王天仁 |                 | 葵青傳承     | 分拆出祖堯選區後， 定為單議席選區 | 分拆出祖堯選區後， 定為單議席選區 | 分拆出祖堯選區後， 定為單議席選區 | 分拆出祖堯選區後， 定為單議席選區 |
| 荔景     | 2021年7月9日－2023年 | 懸空   | 懸空            | 懸空         | 分拆出祖堯選區後， 定為單議席選區 | 分拆出祖堯選區後， 定為單議席選區 | 分拆出祖堯選區後， 定為單議席選區 | 分拆出祖堯選區後， 定為單議席選區 |

## 歷屆選舉結果
| 政党   | 政党         | 候选人    | 票数  | %     | ±      |
| ------ | ------------ | --------- | ----- | ----- | ------ |
|        | 葵青傳承     | ①. 王天仁 | 2,836 | 51.51 | 不適用 |
|        | 新界社團聯會 | ②. 周奕希 | 2,670 | 48.49 | 不適用 |
| 多数票 | 多数票       | 多数票    | 166   | 3.01  | 不適用 |

| 政党 | 政党   | 候选人 | 票数     | %      | ±      |
| ---- | ------ | ------ | -------- | ------ | ------ |
|      | 新思維 | 周奕希 | 自動當選 | 不適用 | 不適用 |

| 政党 | 政党   | 候选人 | 票数     | %      | ±      |
| ---- | ------ | ------ | -------- | ------ | ------ |
|      | 民主黨 | 周奕希 | 自動當選 | 不適用 | 不適用 |

| 政党   | 政党   | 候选人    | 票数  | %     | ±      |
| ------ | ------ | --------- | ----- | ----- | ------ |
|        | 民主黨 | ①. 周奕希 | 2,385 | 89.23 | 不適用 |
|        | 獨立   | ②. 莫鈞雄 | 288   | 10.77 | 不適用 |
| 多数票 | 多数票 | 多数票    | 2,097‬ | 78.45 | 不適用 |

| 政党 | 政党   | 候选人 | 票数     | %      | ±      |
| ---- | ------ | ------ | -------- | ------ | ------ |
|      | 民主黨 | 周奕希 | 自動當選 | 不適用 | 不適用 |

| 政党 | 政党   | 候选人 | 票数     | %      | ±      |
| ---- | ------ | ------ | -------- | ------ | ------ |
|      | 民主黨 | 周奕希 | 自動當選 | 不適用 | 不適用 |

| 政党   | 政党   | 候选人 | 票数  | %     | ±      |
| ------ | ------ | ------ | ----- | ----- | ------ |
|        | 民主黨 | 周奕希 | 2,787 | 82.48 | 不適用 |
|        | 自由黨 | 陳昌傑 | 592   | 17.52 | 不適用 |
| 多数票 | 多数票 | 多数票 | 2,197‬ | 65.96 | 不適用 |

| 政党 | 政党   | 候选人 | 票数     | %      | ± |
| ---- | ------ | ------ | -------- | ------ | - |
|      | 港同盟 | 周奕希 | 自動當選 | 不適用 |   |

| 政党   | 政党   | 候选人 | 票数  | %     | ±      |
| ------ | ------ | ------ | ----- | ----- | ------ |
|        | 民協   | 周奕希 | 3,707 | 37.91 | 不適用 |
|        | 民協   | 黃耀聰 | 2,349 | 24.02 | 不適用 |
|        | 革新會 | 周森   | 2,008 | 20.54 | 不適用 |
|        | 無黨派 | 譚上明 | 1,714 | 17.53 | 不適用 |
| 多数票 | 多数票 | 多数票 | 341   | 3.49  | 不適用 |

| 政党   | 政党       | 候选人 | 票数  | %     | ±      |
| ------ | ---------- | ------ | ----- | ----- | ------ |
|        | 革新會     | 周森   | 3,269 | 33.36 | 不適用 |
|        | 公屋評議會 | 黃耀聰 | 2,303 | 23.50 | 不適用 |
|        | 無黨派     | 譚星池 | 1,855 | 18.93 | 不適用 |
|        | 無黨派     | 梁永標 | 893   | 9.11  | 不適用 |
|        | 獨立       | 程樂蓀 | 771   | 7.87  | 不適用 |
|        | 無黨派     | 李建生 | 709   | 7.23  | 不適用 |
| 多数票 | 多数票     | 多数票 | 448   | 4.57  | 不適用 |

| 政党   | 政党   | 候选人 | 票数  | %     | ± |
| ------ | ------ | ------ | ----- | ----- | - |
|        | 革新會 | 周森   | 1,057 | 28.71 |   |
|        | 獨立   | 黃耀聰 | 1,032 | 28.03 |   |
|        | 無黨派 | 張榮焜 | 790   | 21.46 |   |
|        | 無黨派 | 戚務新 | 613   | 16.65 |   |
|        | 無黨派 | 梁松森 | 190   | 5.16  |   |
| 多数票 | 多数票 | 多数票 | 25    | 0.68  |   |

## 外部連結
- 香港選舉資料匯編：1982年-1994年，雷競璇 沈國祥編 1995年出版 ISBN 962-441-519-6 （页面存档备份，存于）